# Curupironomus
Curupironomus is een geslacht van kreeftachtigen uit de klasse van de Malacostraca (hogere kreeftachtigen).

## Soort
- Curupironomus agassizi (A. Milne-Edwards & Bouvier, 1899)